# US Sassuolo Calcio (női csapat)
Az Unione Sportiva Sassuolo Calcio női labdarúgócsapatát 2016-ban hozták létre. Az olasz első osztály, a Serie A résztvevője.

## Klubtörténet

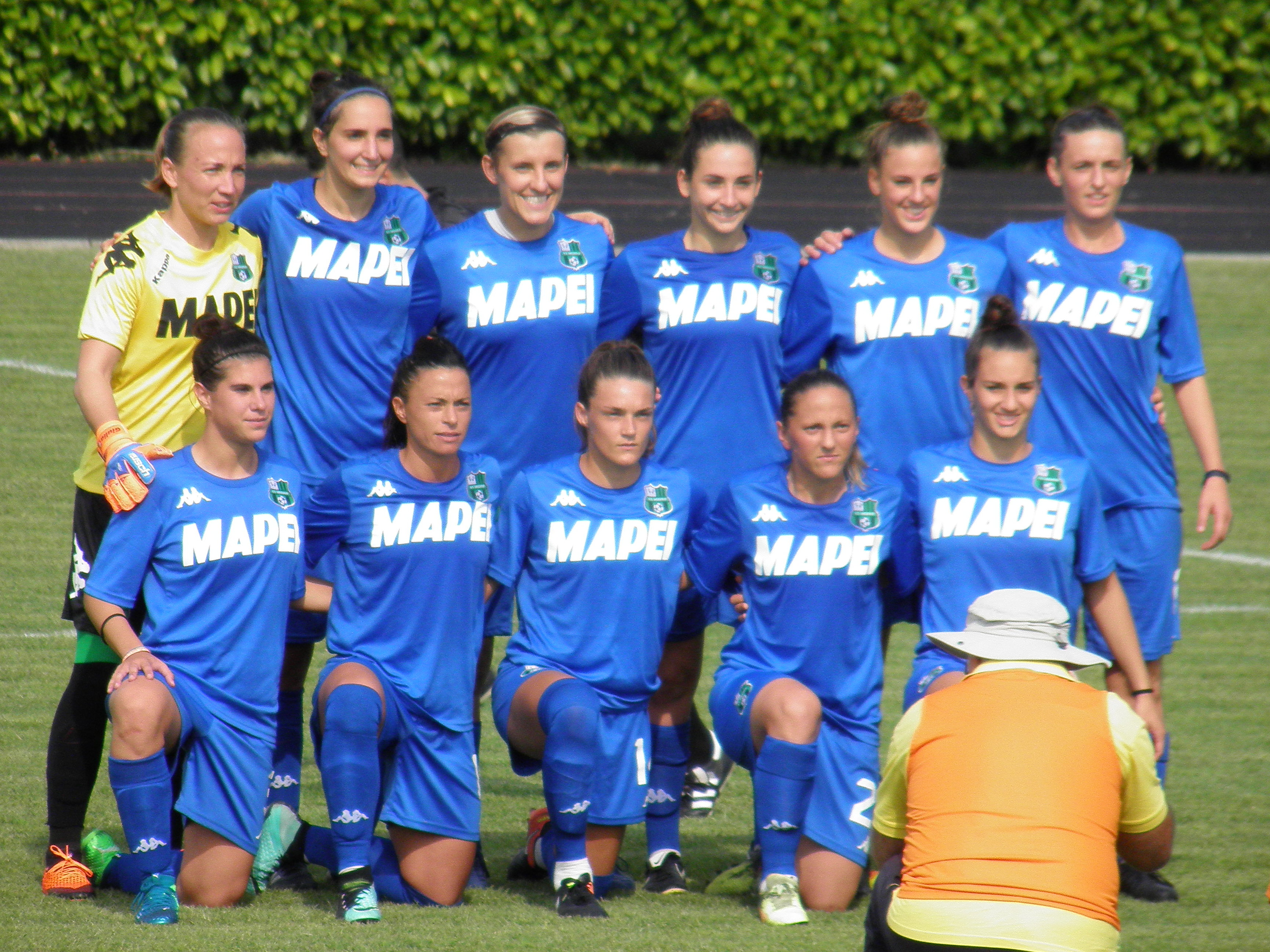
2018. szeptember 22-én a Roma elleni győztes csapat felállása.
Felső sor, balról: Gaëlle Thalmann, Claudia Ferrato, Katarzyna Daleszczyk, Tecla Pettenuzzo, Martina Tomaselli, Gloria Giatras.
Alsó sor, balról: Giulia Bursi, Sandy Iannella, Saga Fredriksson, Adina Giurgiu, Martina Lenzini.

A korábbi többszörös bajnok Reggianával 2016-ban kötött megállapodást a Sassuolo labdarúgócsapata. A szerződés értelmében a 2016-os szezontól kezdődően Sassuolo néven szerepeltetik az együttest, melynek játékosállományával szintén a zöld-feketék rendelkeznek. Első idényükben másodosztályú bajnokok lettek és azóta az Serie A tagjai.

## Sikerlista
- Olasz másodosztályú bajnok (1): 2016–17

## Játékoskeret
2023. január 26-tól
| #  |     | Poszt | Név               |
| -- | --- | ----- | ----------------- |
| 1  | ITA | K     | Lia Lonni         |
| 12 | AUT | K     | Isabella Kresche  |
| 73 | ITA | K     | Nicole Lauria     |
| 99 | ITA | K     | Erica Di Nallo    |
| 2  | BEL | V     | Davina Philtjens  |
| 3  | ITA | V     | Sara Mella        |
| 20 | ITA | V     | Benedetta Orsi    |
| 32 | GER | V     | Tamar Dongus      |
| 33 | DEN | V     | Julie Nowak       |
| 77 | HUN | V     | Nagy Virág        |
| 85 | ITA | V     | Maria Filangeri   |
| 4  | BEL | KP    | Caroline Pleidrup |
| 6  | RSA | KP    | Refiloe Jane      |
| 8  | ITA | KP    | Giada Pondini     |
| 10 | ITA | KP    | Melissa Bellucci  |
| 14 | SVN | KP    | Karen Mak         |

| #  |     | Poszt | Név                     |
| -- | --- | ----- | ----------------------- |
| 15 | ITA | KP    | Benedetta Brignoli      |
| 16 | ITA | KP    | Nicole Da Canal         |
| 18 | POR | KP    | Catarina Realista       |
| 19 | ITA | KP    | Mary Clare Petrillo     |
| 21 | ITA | KP    | Martina Tomaselli       |
| 22 | ITA | KP    | Giuseppina Moraca       |
| 23 | ITA | KP    | Giorgia Tudisco         |
| 78 | ITA | KP    | Manuela Sciabica        |
|    | ITA | KP    | Martina Brustia         |
| 7  | BUL | CS    | Jevdokija Popadinova    |
| 10 | ITA | CS    | Eleonora Goldoni        |
| 25 | ITA | CS    | Isotta Nocchi           |
| 26 | SCO | CS    | Lana Clelland           |
| 27 | ITA | CS    | Valentina Monterubbiano |
|    | ITA | CS    | Daniela Sabatino        |
|    | DEN | CS    | Dajan Hashemi           |

### Kölcsönben
| #  |     | Poszt | Név                          |
| -- | --- | ----- | ---------------------------- |
| 88 | BLR | CS    | Karina Alhovik (a Cesenánál) |

## Korábbi híres játékosok
| - Lara Barbieri - Veronica Battelani - Chiara Binini - Benedetta Brignoli - Giulia Bursi - Michela Cambiaghi - Sofia Cantore - Fabiana Costi - Emma Errico - Roberta D’Adda - Greta Della Pria - Giusy Faragò - Claudia Ferrato - Zoi Giatras - Sandy Iannella - Francesca Imprezzabile - Martina Lenzini - Alice Lugli - Marta Maffei - Valeria Magrini - Melania Martinovic - Chiara Micheli | - Elisabetta Oliviero - Alice Parisi - Alice Pellinghelli - Tecla Pettenuzzo - Valeria Pirone - Eleonora Prost - Luisa Pugnali - Alice Rossi - Erika Santoro - Sara Sassi - Sara Tardini - Stefania Tarenzi - Sabrina Tasselli - Martina Tomaselli - Silvia Vincenzi - Silvia Zanni - Stefania Zanoletti - Danila Zazzera - Grace Cutler - Shameeka Fishley - Rocio Bueno - Diede Lemey | - Kamila Dubcová - Michela Dubcová - Riikka Hannula - Alice Benoît - Sofieke Jansen - Siobhan Wilson - Irigucsi Nanoka - Mihasi Mana - Atdhetare Halitjaha - Katarzyna Daleszczyk - Haley Bugeja - Estefanía Fuentes - Antonia Bratu - Adina Giurgiu - Laura Rus - Eilish McSorley - Gaëlle Thalmann - Sophie Brundin - Saga Fredriksson - Julia Molin |